# Megachile gibboclypearis
Megachile gibboclypearis is een vliesvleugelig insect uit de familie Megachilidae. De wetenschappelijke naam van de soort is voor het eerst geldig gepubliceerd in 1979 door Pasteels.